# Laubwälder und Magerrasen im Grabfeldgau
Laubwälder und Magerrasen im Grabfeldgau este o arie protejată (arie de protecție specială avifaunistică — SPA) din Germania întinsă pe o suprafață de 1.873,5 ha, integral pe uscat.

## Localizare
Centrul sitului Laubwälder und Magerrasen im Grabfeldgau este situat la coordonatele 50°19′45″N 10°24′14″E / 50.3292°N 10.4039°E.

## Înființare
Situl Laubwälder und Magerrasen im Grabfeldgau a fost declarat arie de protecție specială avifaunistică în septembrie 2006 pentru a proteja 15 specii de animale.

## Biodiversitate
Situată în ecoregiunea continentală, aria protejată nu include niciun habitat protejat.
La baza desemnării sitului se află mai multe specii protejate de  păsări (15): caprimulg (Caprimulgus europaeus), porumbel de scorbură (Columba oenas), ciocănitoarea de stejar (Dendrocopos medius), presură sură (Emberiza calandra), șoimul rândunelelor (Falco subbuteo), capîntortură (Jynx torquilla), sfrâncioc roșiatic (Lanius collurio), sfrâncioc mare (Lanius excubitor excubitor), gaia neagră (Milvus migrans), gaia roșie (Milvus milvus), viespar (Pernis apivorus), codroșul de pădure (Phoenicurus phoenicurus), ciocănitoare verzuie (Picus canus), turturică (Streptopelia turtur), silvie de câmp (Sylvia communis).